# Flobrigis
Flobrigis († 737) war ab etwa 730 der zweite Nachfolger des Hl. Rupert und als solcher Bischof in Salzburg und Abt des Klosters Sankt Peter. 

## Leben
Über Flobigris, latinisiert auch Flobargisus genannt, ist wenig Authentisches bekannt. Die (Neu-)Ordnung der bayrischen Bistümer, die schon 716 geplant war, verschob sich weiter, und wurde erst unter seinem Nachfolger umgesetzt. Vermutlich war Flobrigis angelsächsischer Abstammung. 